# Jacques Boullaire
Christian Jacques Boullaire (Paris 8e, 20 décembre 1893 - Paris 16e, 5 octobre 1976) est un dessinateur, un graveur et un peintre français.

## Biographie
Né dans une famille originaire de Champagne, normand par sa mère, Jacques Boullaire se lasse bien vite de s’occuper de la publicité des automobiles de son beau-frère, l’industriel Louis Renault (1877-1944), qui a épousé sa sœur, Christiane Boullaire (1895-1979), le 26 septembre 1918.
Élève de Guy Arnoux et de Dimitrios Galanis, il commence à graver sur bois en 1926, mais ne produit ses premiers burins que dix ans plus tard. Il expose au Salon des Tuileries à partir de 1926, au Salon des indépendants de 1927 à 1945, puis au Salon d'automne à compter de 1928. Il devient par la suite invité et exposant non sociétaire de la Société de la gravure sur bois originale (SGBO), et organise des expositions particulières de ses œuvres.
Jacques Boullaire a illustré de nombreux ouvrages en exécutant différents types de gravures (bois, burins, pointes-sèches, eaux-fortes, lithographies...).
Une forte partie de son œuvre est consacrée à Tahiti, île dont est originaire sa femme, Anne Hervé-Boullaire, et dans laquelle il effectua plusieurs séjours en famille.
En 1959, Jacques Boullaire, ancien photographe d’aviation, est nommé peintre officiel de la Marine. En 1992, le Salon de la Marine, qui se déroule au Musée national de la Marine à Paris, lui rend hommage. Une première rétrospective de son œuvre avait été présentée au Musée de la Marine en 1973.

## Œuvres

### Auteur
- 1972 : Jacques Boullaire (préf. Bernard Villaret), Tahiti 1937-1966 : Dessins. Croquis. Gouaches, Paris, chez l'auteur, 1972, 80 p.

### Illustrateur
- 1924 : Paris-Tokio, Mon raid par Georges Pelletier-Doisy, 48 bois gravés
- 1925 : D'Oran au Cap en six roues par le Cdt et Mme Delingette. 11 bois gravés
- 1929 : César Birotteau par Honoré de Balzac. Mornay, collection Les Beaux Livres. 53 bois gravés
- 1930 : Madame Bovary par Gustave Flaubert. Mornay, collection Les Beaux Livres. 56 bois gravés
- 1937 : Charlotte et Maximilien, les amants chimériques, Lucile Decaux
- 1945 : Les Rocassiers par Marie Mauron chez Robert Laffont, Paris. 20 bois gravés + suite en noir
- 1946 : Le Crime de Lord Arthur Savile par Oscar Wilde chez Robert Laffont. 12 burins

- 1947 : Lamiel par Stendhal, édition Jean Crès, 14 bois gravés[6]

- 1948 : Les Immémoriaux par Victor Segalen. 45 pointes sèches
- 1949 : La Maison du chat-qui-pelote par Honoré de Balzac chez Flammarion. 13 pointes sèches
- 1955 : L'Écornifleur par Jules Renard chez Les Bibliophiles de France, Paris. 58 pointes sèches